# Государственная дума Российской Федерации II созыва
Государственная дума Российской Федерации 2-го созыва — российский высший законодательный и представительный орган, палата Федерального собрания Российской Федерации, избранная 17 декабря 1995 года.
Полное официальное название: Государственная Дума Федерального Собрания Российской Федерации второго созыва.
Срок полномочий:
- Дата начала: 17 января 1996 года.
- Дата окончания: 18 января 2000 года.

Заседания проводились: с 17 января 1996 года по 24 декабря 1999 года.
Председатель: Селезнёв, Геннадий Николаевич, фракция КПРФ. Избран 17 января 1996 года Постановлением Государственной думы № 7-II ГД.

## Выборы
В выборах 1995 года участвовали 69 избирательных объединений (блоков), из которых 43 были зарегистрированы Центральной избирательной комиссией. От избирательных объединений в выборах по единому федеральному избирательному округу баллотировались 5700 кандидатов на 225 депутатских мандатов. На выборах в одномандатных округах на остальные 225 мест баллотировались более 2600 зарегистрированных кандидатов в депутаты.
В выборах участвовали более 69,5 миллиона человек, или 64,7 процента от общего числа избирателей. Пятипроцентный барьер преодолели четыре избирательных объединения: Коммунистическая партия Российской Федерации (КПРФ), «Наш дом — Россия» (НДР), Либерально-демократическая партия России (ЛДПР) и «Яблоко».

## Известные депутаты
- Алфёров, Жорес Иванович
- Бабурин, Сергей Николаевич
- Боос, Георгий Валентинович
- Боровой, Константин Натанович
- Брынцалов, Владимир Алексеевич
- Бурбулис, Геннадий Эдуардович
- Галазий, Григорий Иванович — старейший депутат
- Говорухин, Станислав Сергеевич
- Гдлян, Тельман Хоренович
- Глущенко, Михаил Иванович
- Дмитриева, Оксана Генриховна
- Карапетян, Саак Альбертович
- Жириновский, Владимир Вольфович
- Зюганов, Геннадий Андреевич
- Кобзон, Иосиф Давыдович
- Лапшин, Михаил Иванович
- Мельников, Иван Иванович
- Митрохин, Сергей Сергеевич
- Невзоров, Александр Глебович
- Памфилова, Элла Александровна
- Починок, Александр Петрович
- Рогозин, Дмитрий Олегович
- Рыжков, Владимир Александрович
- Рыжков, Николай Иванович
- Севастьянов, Виталий Иванович
- Старовойтова, Галина Васильевна
- Титов, Герман Степанович
- Фёдоров, Святослав Николаевич
- Хакамада, Ирина Муцуовна
- Харитонов, Николай Михайлович
- Хачилаев, Надиршах Мугадович
- Шандыбин, Василий Иванович
- Шахрай, Сергей Михайлович
- Явлинский, Григорий Алексеевич

## Деятельность Думы
За четыре года работы депутаты приняли 1036 федеральных законов (715 из них на данный момент обрели юридическую силу) и ратифицировали 212 законов, двусторонних договоров и соглашений, международных конвенций. Всего депутаты этого состава рассмотрели 1730 законопроектов.
Законодательная деятельность отличалась вниманием к внешнеполитическим и социальным делам. Государственная дума также приняла пять федеральных конституционных законов: «О судебной системе Российской Федерации», «О Правительстве Российской Федерации», «Об уполномоченном по правам человека в Российской Федерации», «О военных судах Российской Федерации». Кроме того, депутатами Думы второго созыва приняты Бюджетный кодекс РФ, II часть Гражданского и I часть Налогового кодексов. Экономические законы, которые принимала Дума, были преимущественно направлены на усиление вмешательства государства в экономику. В основном принимались законы, увеличивающие госрасходы. Многие решения Государственной думы носили политический характер и были рассчитаны на общественный резонанс.
«Нынешняя Дума оставляет депутатам следующего созыва внушительный портфель законодательных инициатив, среди которых особое место занимает инициатива об укреплении международной системы безопасности»,
 — заявил журналистам РИА «Новости» на пресс-конференции спикер Госдумы второго созыва Геннадий Селезнёв. По его мнению, Государственной думе третьего созыва в приоритетном порядке предстоит рассмотреть вопрос о ратификации Договора СНВ-2. Думе также предстоит принять Земельный кодекс РФ и завершить работу над общей частью Налогового кодекса.
В августе 1996 года Госдума утвердила премьером Виктора Черномырдина, в апреле 1998 года Сергея Кириенко, сентябре 1998 года Евгения Примакова, мае 1999 года Сергея Степашина, августе 1999 года Владимира Путина.
В мае 1999 года коммунистами была предпринята попытка импичмента президента России Бориса Ельцина, но левая оппозиция потерпела поражение.
24 декабря 1999 года в Москве состоялось заключительное пленарное заседание Государственной думы Российской Федерации второго созыва. В соответствии с Конституцией Российской Федерации, 18 января 2000 года на первое пленарное заседание собрались депутаты Думы третьего созыва.

## Фракции и группы
| Направленность | Фракция                                                    | Число депутатов | В процентах |
| Левые          | Коммунистическая партия Российской Федерации               | 139             | 31,38 %     |
| Центристы      | Наш дом — Россия                                           | 65              | 14,67 %     |
| Правые         | Либерально-демократическая партия России                   | 49              | 11,06 %     |
| Либералы       | «Яблоко»                                                   | 45              | 10,16 %     |
| Центристы      | Депутатская группа «Регионы России» — независимые депутаты | 44              | 9,93 %      |
| Левые          | Депутатская группа «Народовластие»                         | 41              | 9,26 %      |
| Левые          | Аграрная депутатская группа                                | 35              | 7,90 %      |
|                | Нефракционные депутаты                                     | 19              | 4,29 %      |
| Либералы       | Неформальная группа «Демократический выбор России»         | 6               | 1,35 %      |